# Frans Olde Riekerink
Frans Olde Riekerink (Oldenzaal, 24 maart 1936 – Almelo, 16 juli 2011) was een Nederlands voetballer die bij voorkeur als aanvaller speelde. Hij kwam uit voor Sportclub Enschede, Rigtersbleek, Tubantia en FC Den Bosch.

## Carrière
Olde Riekerink begon te voetballen bij de plaatselijke voetbalclub Quick '20 uit Oldenzaal. Door zijn vele doelpunten werd hij als enige amateurvoetballer uitgenodigd voor een benefietwedstrijd van het Twentse elftal, samenspelend met onder andere Abe Lenstra en Gerrit Voges. 
Halverwege het seizoen 1957/58 maakte hij de stap naar Sportclub Enschede. Hij was vanaf maart 1958 speelgerechtigd maar hij werd alleen in enkele oefenduels ingezet. 
Zonder zijn competitiedebuut te hebben gemaakt, verliet hij na een paar maanden de club om drie seizoenen te spelen bij stadsgenoot Rigtersbleek. Na het faillissement in 1961 stapte hij samen met zijn broer Jan over naar het Hengelose Tubantia. Deze club verliet hij na vier seizoenen voor FC Den Bosch, in zijn eerste seizoen werd hij meteen clubtopscorer en kampioen, hiermee promoveerde de club naar de Eerste divisie. Ook in zijn tweede seizoen werd hij clubtopscorer met veertien doelpunten. Op dertigjarige leeftijd stopte hij met betaald voetbal en ging hij bij vierdeklasserTubantia spelen. 

### Carrièrestatistieken
| Seizoen         | Club               | Land            | Competitie       | Competitie | Competitie | Beker | Beker | Internationaal | Internationaal | Overig | Overig | Totaal | Totaal |
| Seizoen         | Club               | Land            | Competitie       | Wed.       | Dlp.       | Wed.  | Dlp.  | Wed.           | Dlp.           | Wed.   | Dlp.   | Wed.   | Dlp.   |
| --------------- | ------------------ | --------------- | ---------------- | ---------- | ---------- | ----- | ----- | -------------- | -------------- | ------ | ------ | ------ | ------ |
| 1957/58         | Sportclub Enschede | Nederland       | Eredivisie       | 0          | 0          | 0     | 0     | –              | –              | 0      | 0      | 0      | 0      |
| 1958/59         | Rigtersbleek       | Nederland       | Eerste divisie B | –          | 14         | –     | 0     | –              | –              | –      | –      | –      | 14     |
| 1959/60         | Rigtersbleek       | Nederland       | Eerste divisie A | –          | 7          | –     | –     | –              | –              | –      | –      | –      | 7      |
| 1960/61         | Rigtersbleek       | Nederland       | Tweede divisie   | –          | 25         | –     | 4     | –              | –              | –      | –      | –      | 29     |
| 1961/62         | Tubantia           | Nederland       | Tweede divisie A | –          | 13         | –     | 3     | –              | –              | –      | –      | –      | 16     |
| 1962/63         | Tubantia           | Nederland       | Tweede divisie A | –          | 17         | –     | 0     | –              | –              | –      | –      | –      | 17     |
| 1963/64         | Tubantia           | Nederland       | Tweede divisie A | –          | 2          | –     | 0     | –              | –              | –      | –      | –      | 2      |
| 1964/65         | Tubantia           | Nederland       | Tweede divisie A | –          | 10         | 1     | 1     | –              | –              | –      | –      | –      | 11     |
| 1965/66         | FC Den Bosch       | Nederland       | Tweede divisie B | 26         | 16         | –     | 2     | –              | –              | –      | –      | –      | 18     |
| 1966/67         | FC Den Bosch       | Nederland       | Eerste divisie   | 28         | 15         | –     | 0     | –              | –              | –      | –      | –      | 15     |
| Carrière totaal | Carrière totaal    | Carrière totaal | Carrière totaal  | –          | 129        | –     | 10    | –              | –              | –      | –      | –      | 139    |

## Erelijst

### MetSportclub Enschede
| Competitie | Winnaar | Winnaar | Runner-up | Runner-up |
| Competitie | Aantal  | Jaren   | Aantal    | Jaren     |
| ---------- | ------- | ------- | --------- | --------- |
| Nationaal  |         |         |           |           |
| Eredivisie |         |         | 1x        | 1957/58   |

### MetFC Den Bosch
| Competitie     | Winnaar | Winnaar | Runner-up | Runner-up |
| Competitie     | Aantal  | Jaren   | Aantal    | Jaren     |
| -------------- | ------- | ------- | --------- | --------- |
| Nationaal      |         |         |           |           |
| Tweede divisie | 1x      | 1965/66 |           |           |